# Raia (Fluss)
Der Fluss Raia (portugiesisch Ribeira da Raia) ist ein ca. 95 km langer Quellfluss des Sorraia, eines linken Nebenflusses des Tejo; der andere Quellfluss ist die Ribeira do Sor. Die Quellgebiete befinden sich in Monforte, in der Subregion Alto Alentejo. Kurz vor dem Zusammenfluss zum Sorraia oberhalb der Gemeinde Couço durchfließt der Sor den Stausee der Talsperre Barragem do Maranhão.